# Medway - Transportes e Logística

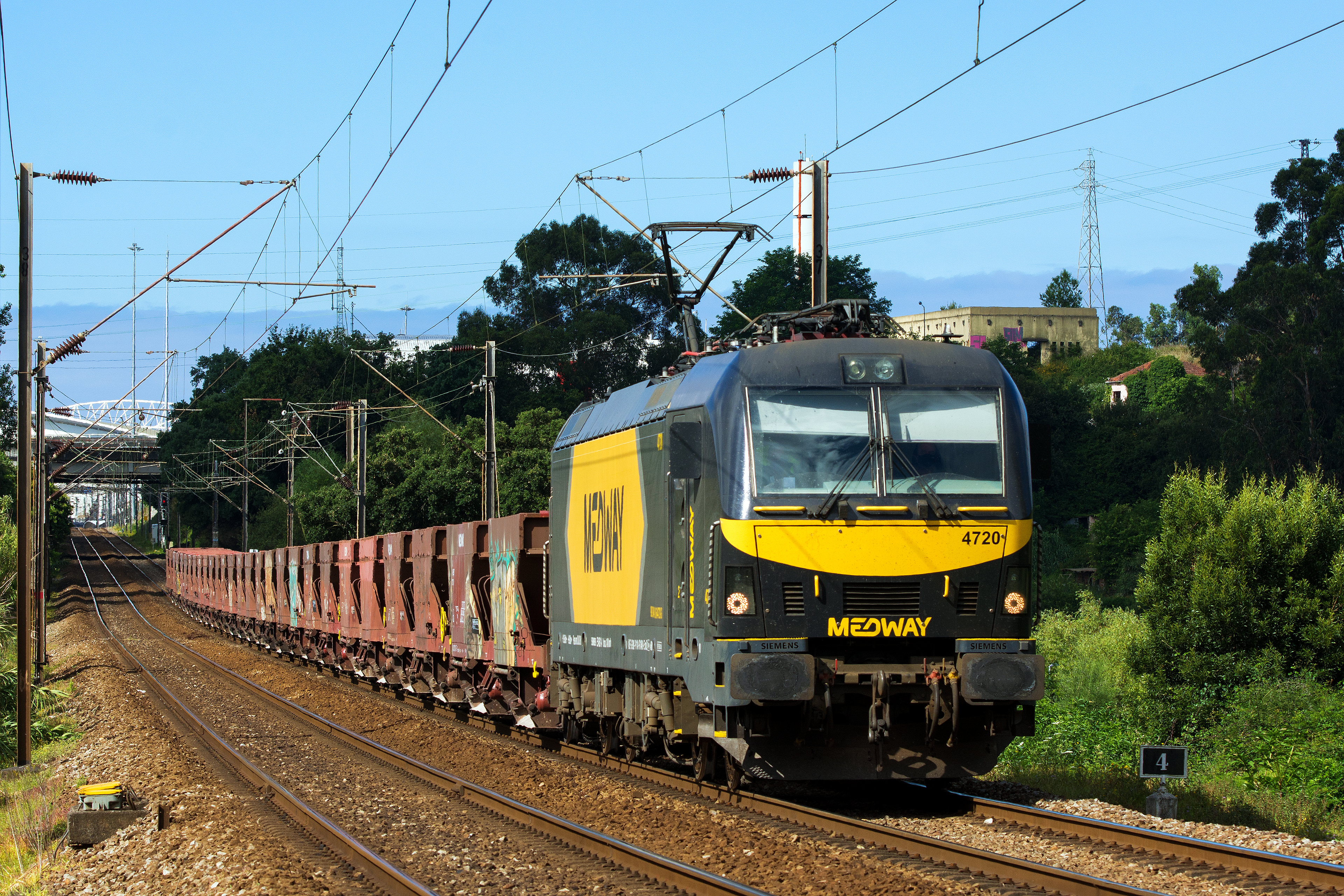
Medway-Lokomotive der Baureihe 4700 (Siemens EuroSprinter) mit leeren Us-Schotterwagen in der Nähe des Bahnhofs Rio Tinto

Die Medway - Transportes e Logística, ehemals CP Carga, ist ein Eisenbahnverkehrsunternehmen, das im Güterverkehr in Portugal tätig ist. CP Carga war eine Tochtergesellschaft der staatlichen Eisenbahngesellschaft Comboios de Portugal (CP) und wurde 2015 von der MSC Rail Portugal gekauft, einer Tochtergesellschaft der Reederei Mediterranean Shipping Company (MSC).

## Geschichte
Im Jahr 1997 änderte die portugiesische Staatsbahn Comboios de Portugal (CP) im Rahmen einer Eisenbahnreform ihre Unternehmensstruktur grundlegend und schuf Unternehmenssparten für die Vorortverkehre in Lissabon (CP Lisboa) und Porto (CP Porto), für die Instandhaltung, für die Regional- (CP Regional) und Fernverkehre (CP Longo Curso) sowie für den Güterverkehr (CP Carga, SA), die am 2. August 2009 gegründet wurde.

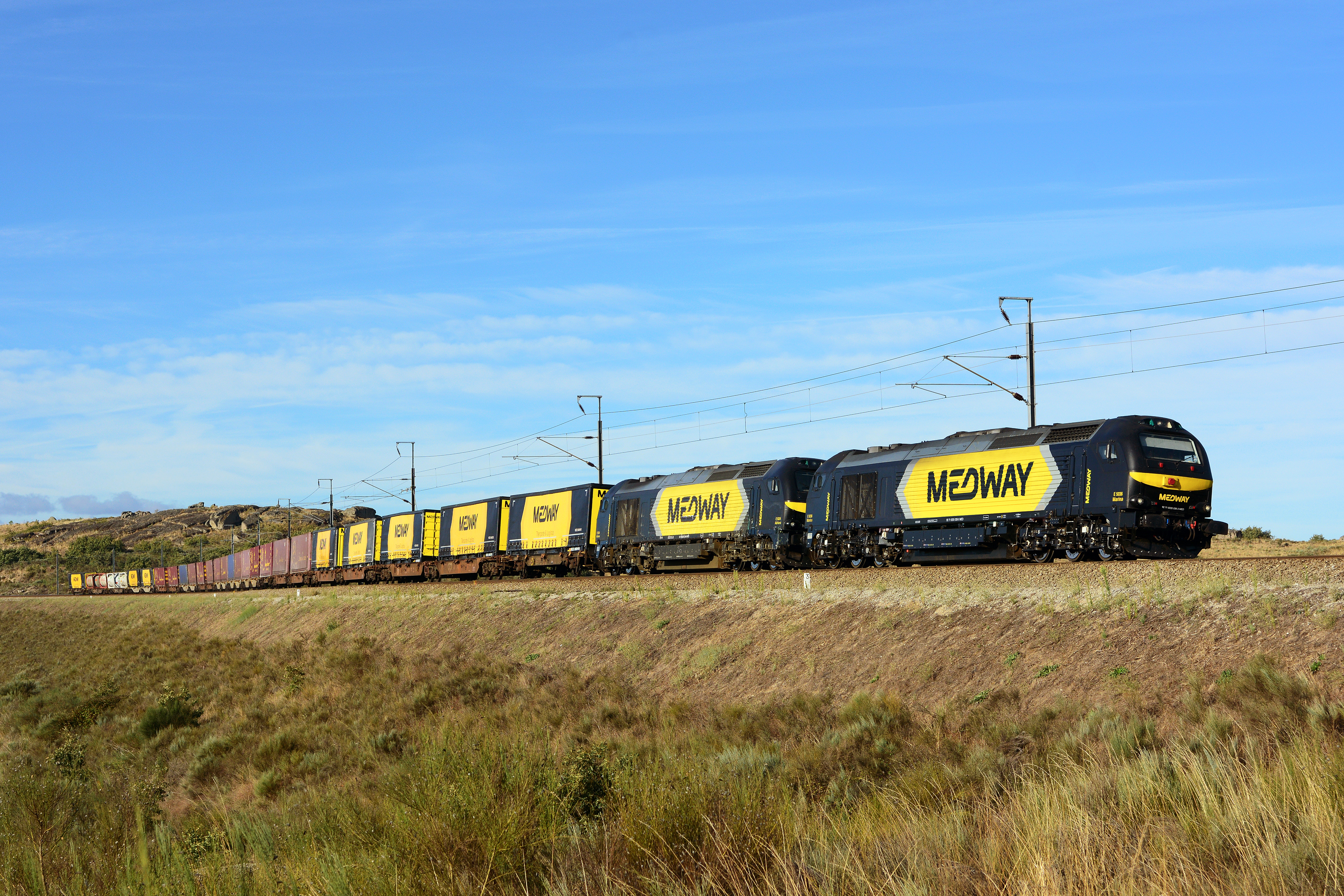
Internationaler Güterzug „Mediberia“ gezogen von zwei Lokomotiven Vossloh Euro 4000

Neben der CP Carga war außerdem das private Eisenbahnverkehrsunternehmen Takargo in Portugal aktiv.
Die CP Carga war eines der Staatsunternehmen, das aufgrund der angespannten Haushaltslage Portugals im Rahmen der Umsetzung des nationalen „Stabilitäts- und Wachstumsprogramms“ (Programa de Estabilidade e Crescimento) bis 2013 privatisiert werden sollte. Nach Verzögerungen sollte diese 2014 beginnen. Im Juli 2015 wurde bekannt, dass CP Carga an die in Genf ansässige Reederei Mediterranean Shipping Company (MSC) veräußert werden soll; diese war bereits zuvor größter Kunde des Frachtunternehmens. Neben MSC hatten auch Atena Equity Partners und Cofihold um das Unternehmen mitgeboten. Im September 2015 erfolgte schließlich für 55 Millionen Euro der Verkauf an die MSC-Tochtergesellschaft MSC Rail Portugal. MSC plant das Unternehmen zum führenden Güterverkehrsunternehmen auf der iberischen Halbinsel auszubauen.
Im Mai 2016 gab das Unternehmen bekannt, dass nach einem internen Namenswettbewerb das Unternehmen neu den Namen Medlog tragen wird. Letztendlich wurde das Unternehmen jedoch Medway - Transportes e Logística genannt.

## Struktur
Zur Medway-Gruppe gehören die Unternehmen:
- Medway Holding, Lissabon
- Medway Logistics Services, Entroncamento
- Medway Maintenance & Repair, Entroncamento
- Medway Operador Ferroviario de Mercadorias, Lissabon
- Medway Terminals (betreibt Güterterminals bei Loulé, Bobadela (am Tejo) und am Hafen Leixões)

## Fahrzeuge
Das Unternehmen verfügt über einen umfangreichen Bestand an Güterwagen mehrerer Bauarten sowie Diesel- und Elektrolokomotiven. Bis zur Privatisierung konnte das Unternehmen auch das Fahrzeugmaterial der CP-Schwesterunternehmen nutzen.
| Baureihe  | Bild     | Betriebsart | Höchst-geschwindigkeit | Anzahl | Baujahr   | Wagennummern |
| --------- | -------- | ----------- | ---------------------- | ------ | --------- | --- |
| 5600      |          | Elektrisch  | 220 km/h               | 9      | 1993–1994 | 5621 bis 5630 |
| 5000      |          | Diesel      | 120 km/h               | 5      | 2016–2017 | 335-007 (nur in Spanien), 335-033 (5033 Matilde), 335-034 (5034 Adriana), 335-035 (5035 Sara), 335-036 (5036 Marina) |
| 4700      | esquerda | Elektrisch  | 140 km/h               | 25     | 2007–2009 | 4701 bis 4725 |
| 1960      |          | Diesel      | 120 km/h               | 3      | 1979      | 1962, 1963, 1964 |
| 1900      |          | Diesel      | 100 km/h               | 4      | 1981      | 1903 (Eva), 1905, 1907, 1909.                                                                                        |
| 1400      |          | Diesel      | 105 km/h               | 15     | 1967–1969 | 1404, 1412, 1422, 1428, 1431, 1435, 1437, 1444, 1446, 1450, 1456, 1462, 1463, 1465 und 1466                          |
| Série 256 |          | Elektrisch  | 120 km/h               | 16     | ab 2023   | |